# Mill Creek (Tulpehocken Creek)
Der Mill Creek (englisch für „Mühlbach“) ist ein kleiner Bach im Lebanon County, US-Bundesstaat Pennsylvania.
Er entspringt in einem hügeligen Waldstück nordöstlich der Ortschaft Schaefferstown und fließt vorwiegend Richtung Nordosten. Der überwiegende Teil des Baches befindet sich im Millcreek Township, einer von Ackerbau geprägten Gemeinde. Kurz vor seiner Mündung passiert der Mill Creek die Grenze zum Berks County, er mündet oberhalb von Womelsdorf in den Tulpehocken Creek.
Nach Angabe des USGS ist der Mill Creek etwa 10,1 km lang und hat ein Einzugsgebiet von 41,9 km². Er besitzt einige kleine, jedoch unbenannte Zuflüsse.